# Aldeota

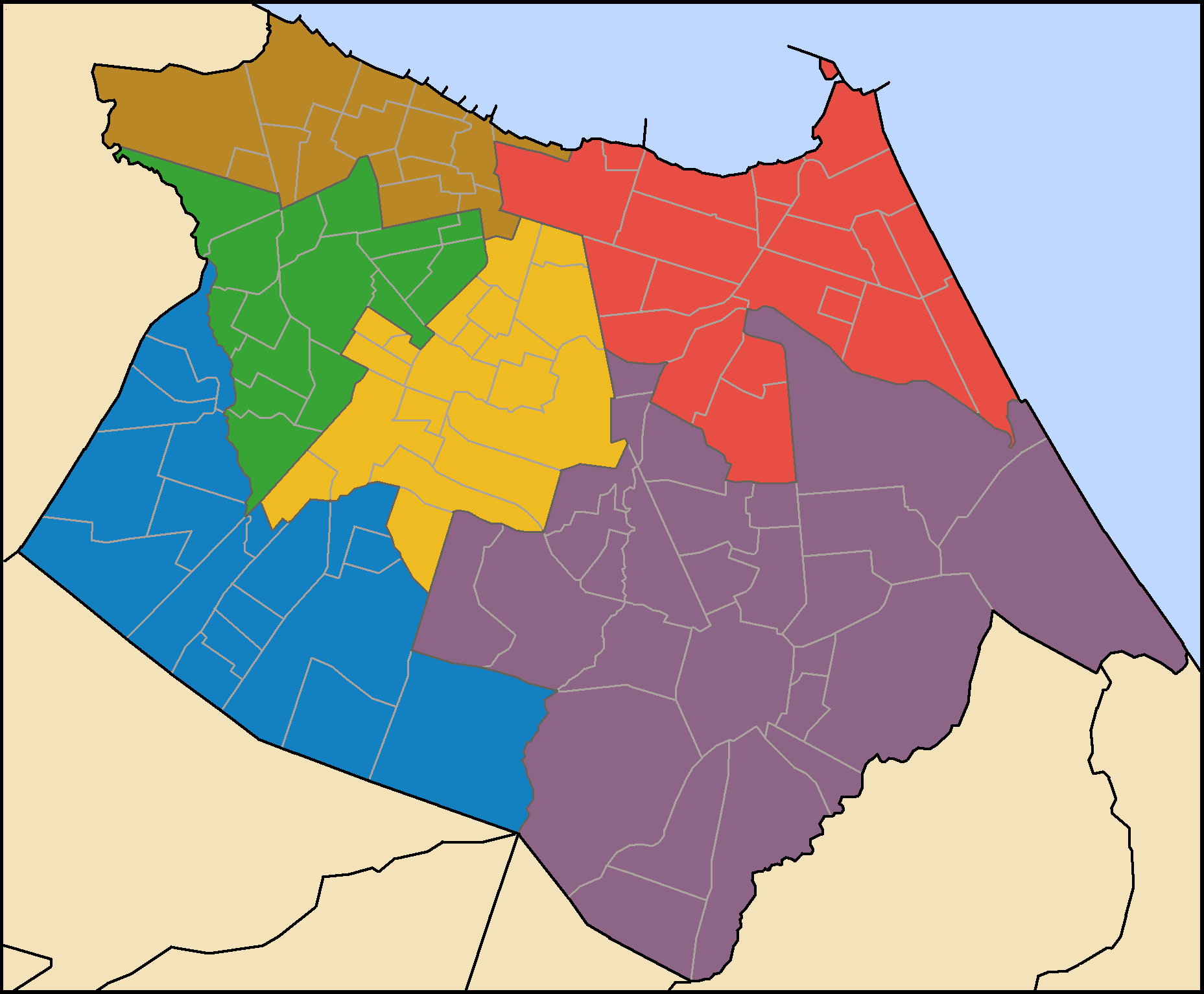
Localisation du SER II (en rouge):
SER I
SER II
SER III
SER IV
SER V
SER VI

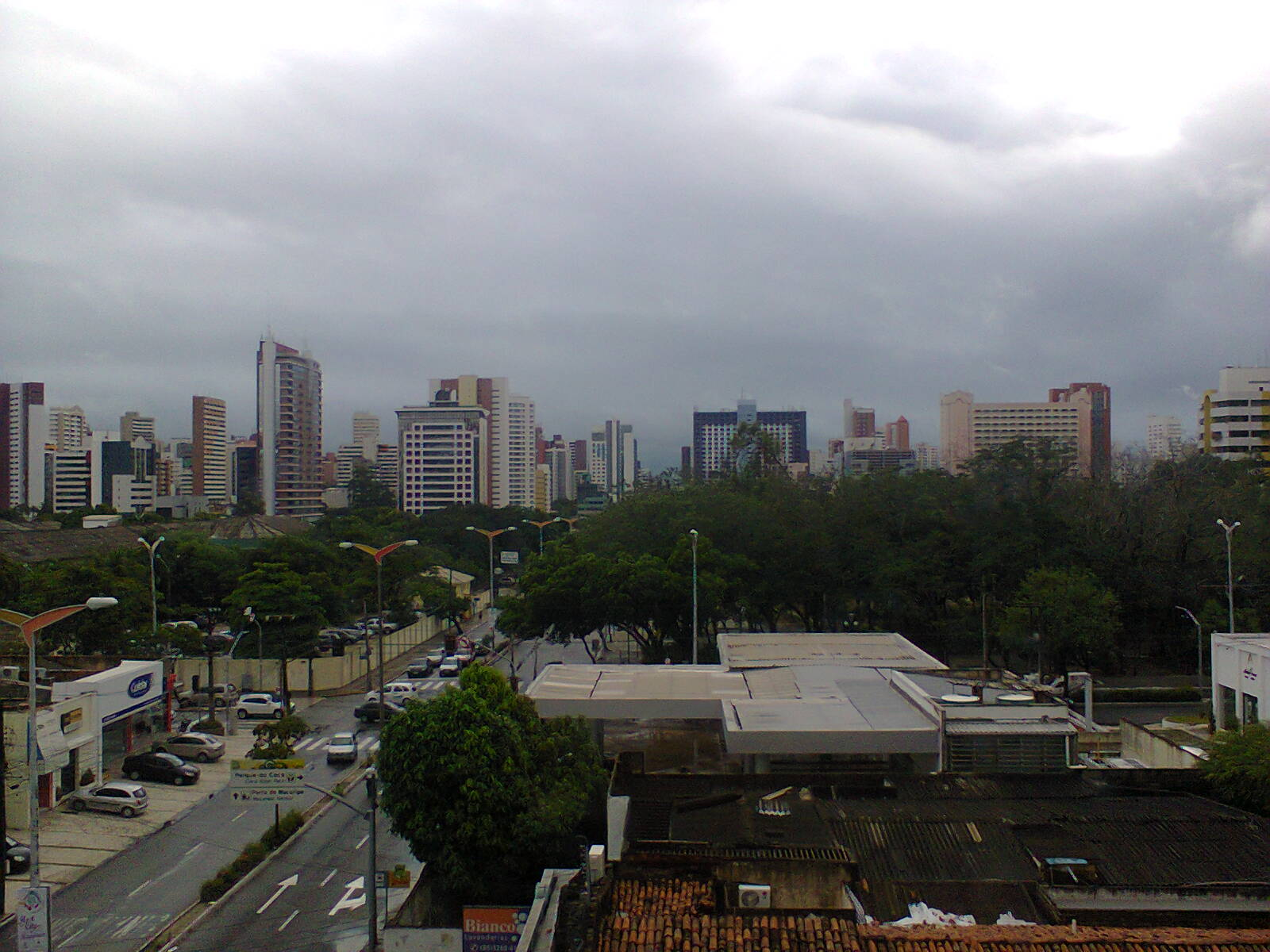
Aldeota

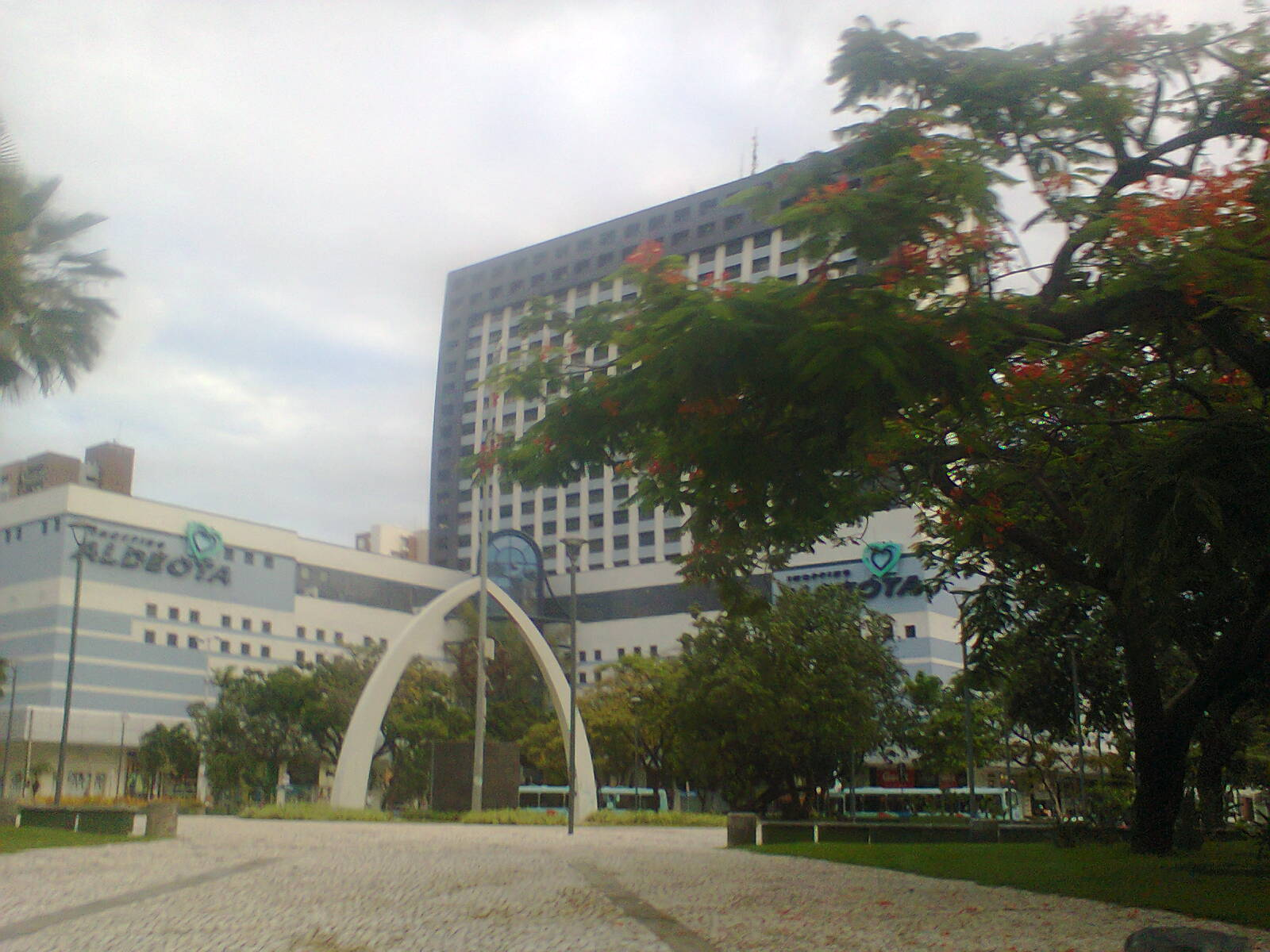
Place du Portugal (Praça Portugal) avec au fond de l'image le Shopping Aldeota

Aldeota est un quartier de la ville de Fortaleza, au Brésil. Il est situé dans le secrétariat exécutif régional (SER) II.